# Рада міністрів (Нідерланди)

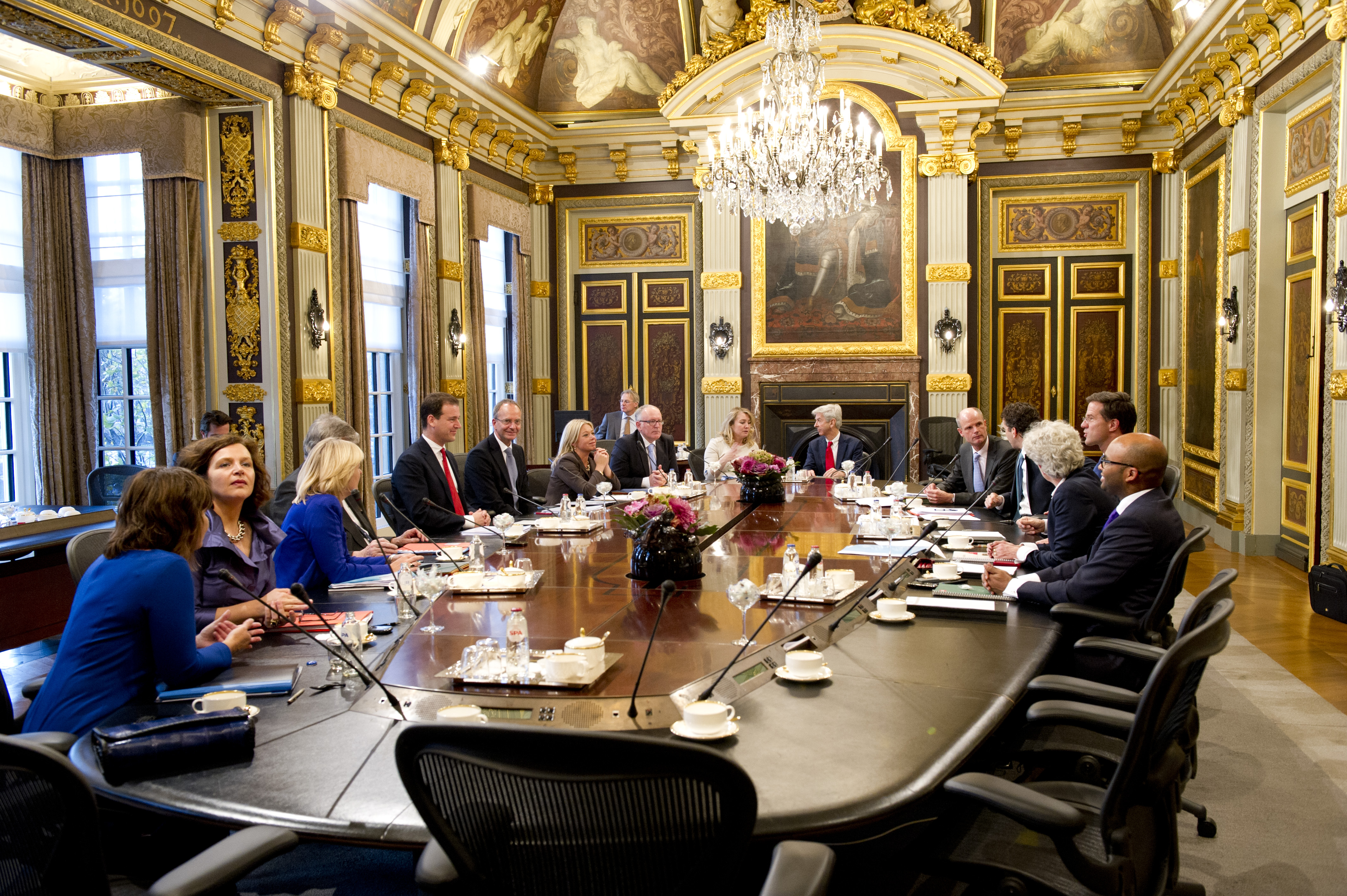
Перше засідання другого кабінету Рютте в Treveszaal у Бінненгоф, 5 листопада 2012 р.

Рада міністрів (нід. Ministerraad) є виконавчою радою уряду Нідерландів, що складається з усіх міністрів, включаючи віцепрем'єр-міністрів. Ця виконавча рада ініціює закони та політику. Рада міністрів відрізняється від кабінету, який також включає державних секретарів. Державні секретарі не відвідують засідання Ради міністрів, якщо їх не попросять зробити це, і вони не мають права голосу.
Рада міністрів збирається щотижня у п’ятницю в Тревесзалі (англ.: Кімната договорів) у Бінненхофі. Вона приймає рішення шляхом колегіального управління. Усі міністри, включаючи прем'єр-міністра, (теоретично) рівні. Головує на цих засіданнях Прем’єр-міністр. За закритими дверима Treveszaal міністри можуть вільно обговорювати запропоновані рішення та висловлювати свою думку щодо будь-якого аспекту політики кабінету. Після прийняття рішення Радою всі окремі члени зобов’язані його дотримуватися та публічно підтримати. Члени Кабміну підуть у відставку, якщо не погодяться з тим чи іншим рішенням уряду. Як правило, багато зусиль докладається для досягнення відносного консенсусу щодо будь-якого рішення. Процес голосування в Раді існує, але майже ніколи не використовується. Після кожного засідання Ради міністрів Прем’єр-міністр, або, якщо він подорожує за кордон або не виконує своїх обов’язків, проводить пресконференція в Nieuwspoort.
Разом з Королем Рада Міністрів формує Уряд, також відомий як Корона, який приймає всі важливі рішення. На практиці король не бере участі в щоденному прийнятті урядових рішень, хоча він тримається в курсі подій завдяки щотижневим візитам (у понеділок) прем'єр-міністра. Конституція Нідерландів не говорить про кабінет, а лише про Раду міністрів та уряд.